# درتی اشبی
درتی اشبی (انگلیسی: Dorothy Ashby; ۶ اوت ۱۹۳۲ – ۱۳ آوریل ۱۹۸۶) موسیقی‌دان اهل ایالات متحده آمریکا بود. او نوازدۀ ساز چنگ در سبک جاز بود. آثار اشبی ساز چنگ را به عنوان یکی از سازهای موسیقی جاز رایج کرد.
سبک موسیقی او به جاز محدود نمی شد و در برخی آلبوم ها مانند رباعیات درتی اشبی با نواختن ساز ژاپنی کوتو موسیقیش به موسیقی ملل نزدیک می شد.